# Odynerus serricrus
Odynerus serricrus är en stekelart som först beskrevs av Blüthgen 1963.  Odynerus serricrus ingår i släktet lergetingar, och familjen Eumenidae. Inga underarter finns listade i Catalogue of Life.